# سا مانگ
سا مانگ (برمه‌ای: စောမောင်)؛ زادهٔ ۱۲ مه ۱۹۲۸ – درگذشته ۲۴ ژوئیه ۱۹۹۷) سیاست‌مدار اهل برمه بود.